# غرنوقي مرجي
غرنوقي مرجي (الاسم العلمي:Geranium pratense) هو نوع من النباتات يتبع جنس الغرنوقي من الفصيلة الغرنوقية.